# マルポール条約
マルポール条約（マルポールじょうやく、MARPOL 73/78）は、船舶の航行や事故による海洋汚染を防止することを目的として、規制物質の投棄・排出の禁止、通報義務、その手続き等について規定するための国際条約とその議定書。
正式名称は1973年の船舶による汚染の防止のための国際条約に関する1978年の議定書（英：
International Convention for the Prevention of Pollution from Ships, 1973, as modified by the Protocol of 1978 relating thereto）で、長いことから海洋汚染防止条約もしくはマルポール73/78条約と呼ばれる。

## 概要
国際海事機関（IMO）で、それまでの「1954年の油による海水の汚濁の防止に関する国際条約：International Convention for the Prevention of Pollution of the Sea by Oil (OILPOL), 1954」を引き継いで、1973年11月に採択された。しかし技術面の問題から発効に至らず、その後もタンカー座礁などによる海域の汚染が多発した。
そこで1978年2月に開催された、タンカーの安全と汚染防止に係る会議において議定書採択の形で収拾が図られ、1983年10月に発効した。
2007年現在の必須項目（条約本体と附属書I、II）の締約国数は(26以上)。その後も度重なる修正・改正により、内容の強化・整備が進められている。
日本は1983年6月加入。関係国内法は海洋汚染等及び海上災害の防止に関する法律。

## 内容
船舶から生じる油、化学物質、容器に入った有害物質、汚水、廃棄物、排気ガスによる海洋環境汚染の防止を図っている。
1. 対象となる油の範囲を、それまでの原油のみからすべての石油へ拡大し、化学物質、容器入りの有害物質、汚水と廃物をも規制対象に含め、海洋汚染防止のための包括的な規制を目指した。
2. 排出基準、汚染防止設備の設置義務、当局による検査などの規制を新設し、汚染の予防を図った。
3. 規制の実効性を確保するため、それまでの船籍国による監督を、入港国による監督に変更。
4. 締約国による非締約国船舶に対する有利な取扱いを禁じ、条約未加入による利益が生じないようにした。

### 構成
- 本文： 一般的義務、適用、違反等の一般的規定
- 議定書I： 有害物質に係る事故の通報に関する規則
- 議定書II： 紛争解決のための仲裁に関する規則

- 附属書I： 油による汚染の防止のための規則
- 附属書II： 化学物質（ばら積みの有害液体物質に限る）による汚染の防止のための規則
- 附属書III： 容器に収納した状態で海上輸送される有害物質による汚染の防止のための規則
- 附属書IV： 国際航海に従事する船舶からの糞尿及び汚水の排出に関する規則
- 附属書V： 船舶からの廃物による汚染の防止のための規則
- 附属書VI： 船舶からの大気汚染防止のための規則（1997年追加）[1]

## 経緯
- 1954年： 油による海水の汚濁の防止に関する国際条約が採択、1958年発効
- 1954年： 条約の改正案が採択
- 1967年： 改正案が発効、船舶の油による海水の汚濁の防止に関する法律（海水油濁防止法）が制定
- 1969年： 条約の改正案が採択
- 1970年： 海洋汚染及び海上災害の防止に関する法律（海洋汚染防止法）が制定
- 1972年： 廃棄物その他の物の投棄による海洋汚染の防止に関する条約（海洋投棄規制条約）が採択、1975年発効
- 1973年： 国際海事機関(IMO)で条約が採択
- 1976年： アルゴ・マーチャント号事件が発生、さらに大型タンカー事故が相次ぐ
- 1978年： 従来の規制に解釈を加えた上で、タンカーの事故による海域の汚染を盛り込んだ議定書が採択
- 1983年： 条約と附属書I が正式発効
- 1987年： 附属書II の経過措置が終了し、発効
- 1988年： 附属書V が発効
- 1992年： 附属書III が発効，タンカー事故における油流出を想定した二重船殻（ダブルハル）構造を規制
- 1997年： 附属書VI が追加
- 2001年： 附属書II へ、ケミカルタンカー事故を想定した措置が追加
- 2003年： 附属書IV が発効
- 2005年： 附属書VI が発効